# 関口存男
関口 存男（せきぐち つぎお、正字は關口存男、1894年11月21日 - 1958年7月25日）は、日本のドイツ語学者（ゲルマニスト）。通称：ゾンダン（ドイツ語のsondernにかけてある）。
ドイツ語以外にも様々な言語に通じており、「不世出の語学の天才」と呼ばれた。また、村田実らの新劇運動に参加、主役級の俳優として大正期の無声映画に出演していた。

## 経歴
この節の出典は(関口存男の生涯と業績, p. 503-507)による

兵庫県姫路市生まれ。父・関口存啓は陸軍主計大尉。大阪陸軍地方幼年学校を経て1913年に陸軍中央幼年学校本科を卒業し、士官候補生として千葉県佐倉市の歩兵第57連隊に勤務。1915年、東京の陸軍士官学校を卒業（第27期）。同年12月、陸軍歩兵少尉となるも肋膜炎を患い休務を続ける。
1916年、陸軍を休職して上智大学に入学。1917年、上智大学に籍を置きつつアテネ・フランセに入学。そのわずか1年後の1918年2月、アテネ・フランセ初等科の仏語教授となる。1918年10月、アテネ・フランセ初等科のラテン語教授となる。1918年11月、予備役となる。
1919年、上智大学哲学科を卒業し、外務省翻訳課に勤務。1922年、法政大学予科講師となる。1933年、法政大学文学部教授。同年、いわゆる法政騒動で同僚の内田百閒たちを法政大学から追放。1938年から1941年にかけて現在のNHKの前身である社団法人日本放送協会のラジオ放送でドイツ語講座を担当。1942年、法政大学に在職のまま慶應義塾外国語学校講師となる。1943年、法政大学教授辞職。1944年、法政大学予科教授を辞職し、外務省外国語学校教官となる。1946年、公職追放により慶應義塾外国語学校辞職。1950年、高田外国語学校講師となる。1951年、慶應義塾外国語学校に復職。1952年、早稲田大学文学部・文学研究科と慶應義塾大学文学部の講師となる。1955年からNHKドイツ語初等講座担当（死去まで）。1956年、慶應義塾大学文学部講師辞任。1958年、脳溢血により死去。享年64。

## 学者としての顔

### 逸話
留学経験皆無ながら高度なドイツ語能力を身につけ、発音も極めて流暢だったと伝えられる。「ドイツ語の鬼」と言われるほど、あまりにドイツ語ができたために、人に憎まれていたという。こうした逸話は、以下のようにドイツ語学者以外からも伝えられている。
ナチを逃れて仙台に亡命していたカール・レーヴィットが、森田草平（法政大学の予科で関口と同僚であった）から送られてきたドイツ語で書かれた手紙を読んで、すこぶる達者なドイツ語だったので、「若しやこれを譯したのはナツィ系の獨逸人ではないか」と気味悪がり、文体から見て日本人ではないことはもちろん、「惡質のJournalist」が介在するのではないかと推測していたというが、実際にはこの手紙は関口が訳したものであり、しかも森田が口で言うことを端からドイツ語でタイプライターで打っていったという。
ドイツ文学者の小塩節（中央大学名誉教授）も、レーヴィットが、関口をして「ドイツ人よりドイツ語が出来る」と評していた旨を述懐している。
また、元裁判官でローゼンベルクの『証明責任論』の翻訳も手掛けた倉田卓次によれば、菊池栄一（東京大学名誉教授）が旧制一高でドイツ語を教えていた際に、関口の『新独逸語文法教程』を教科書に指定し。、関口自身を「日本で一番ドイツ語のできる人だと思います」と評していたと伝えられている。倉田自身も関口の『冠詞』を高く評価しており、同書の一部を要約紹介した上で、「日本語に、興味を持つ向きには『ドイツ文法書と敬遠せず、一度図書館で手に取って、私の要約した部分だけでも原文で読んでご覧』と勧めたい」と締めくくっている。
刑法学者の平野龍一（東大名誉教授）も、関口の文法書を「無味乾燥なドイツ文法書のなかにあって関口氏のドイツ文法講話は、ことばというものの微妙さ、深さを教えてくれる『非凡な』文法書だった」と評価している。

### ドイツ語との出会い
関口は、大阪地方幼年学校に在籍していた14,5歳の頃、ドストエフスキーの『罪と罰』の独訳版（Schuld und Sühne）を購入し、読破したことがドイツ語に取り組んだ「最初の苦心」であったという。定冠詞を習い、ようやく辞書が引けるくらいのころであったので、最初の一行からして全然意味が取れなかったが、それでも丹念に数百頁を読んでいったと述懐している。
関口は、文章を発音してペラペラと読むということを何度繰り返しながら（関口はこれをペラペラ式メトーデと呼んでいる）、2年ほどかけて『罪と罰』を数百頁読んだころ話の筋が分かりだし、2/3を読み終えたころには、「近眼に氣がつかずにいた人が急に度の合つた眼鏡をかけた」かのように文の意味がよく分かるようになり、「おれにはドイツが読める」という最初の自信を得たという。関口はこの方法でフランス語も習得し、アテネ・フランセの教師にまでなっている。
ドイツ語だけでなく、様々な言語に通じており、フランス語の翻訳やラテン語の文法に関する著作も残している。法政大学で同僚だった田中美知太郎（京都大学名誉教授）は、「わたしも語学のよく出来る人にたくさん出会ったけれども、関口がその随一ではないかと思っている」と述べており、関口が、あるときデモステネスの文章中の条件文について質問してきたが、それは素人の質問ではなかったという。

### 業績

#### 接続法の名称と教授法
接続法の二つの形態の名称について、それまで形成元の語形から「接続法現在」「接続法過去」とそれぞれ称していたのを批判し、「接続法第1式」（＝従来の「接続法現在」）「接続法第2式」（＝同「接続法過去」）という名称を創始した。この用語はドイツに逆輸入されるほど広まったと言われる。
また、接続法の教授方法として、接続法第1式はどんな場合に使われて、接続法第2式にはどういう用法があるのかという形式文法における整理を疑問視し、意味から出発して形を問題にする整理法を提唱した。つまり、要求話法、間接話法、約束話法（現在では非現実話法と呼ばれる）という意味・用法から出発して形式を研究するという整理法である。この整理法は現在のほとんどのドイツ語の基本書・参考書・教科書で用いられている。
| 意味と用法 | 使用の形式     |
| 要求話法   | 第一式         |
| 間接話法   | 第一式と第二式 |
| 約束話法   | 第二式         |

#### 関口文法と意味形態
関口は「意味形態」という独自の概念を創出し、この視点でまとめられた関口の文法理論は「関口文法」と呼ばれる。
関口がこの意味形態の語を最初に用いたのは、『獨逸語第講座』4巻（関口存男著作集[POD版] ドイツ語学篇6独逸語大講座(3)(4)（三修社、2000年）所収）353頁であると言われる。
Ich war kaum draußen, als es zu donnern und zu blitzen anfing.
という独文を「雷鳴し稲光がし始めた時には私は辛うじて戸外に在つた」ではなく、「戸外に出るや否や雷が鳴り稲光がし始めた」と訳すべきだとしている。形式上は主文章である「Ich war kaum draußen」の方が、むしろ「副文章であるかの如き感を與へる」のだという。
関口は後年、『冠詞』において、意味形態を3分類にわけ、ここに挙げたような例を、第1意味形態[機構範疇]と呼んでいる。
しかし、関口が意味形態として「最も普通に用いる」としているのは、第2意味形態[思想形態]である。以下はその一例である。
①Deine Krankheit kommt von Müßiggang, jetzt mußt du dich doch endlich einmal gesund arbeiten.

おまへの病氣はずぼらから來てゐるんだから、もう好い加減に仕事でもして丈夫になつてはどうかね。
②Ich habe die Nacht durchgawacht und mir die Finger wund und die Augen rot geschrieben.
私は徹夜して書いたので、指が痛くなつて、眼も眞赤に充血してしまつた。
③Schon bald eine halbe Stunde sitze ich mir hier die Beine stumpf und steif und der Hausherr läßt noch immer auf sich warten.

もうかれこれ半時間も此處に斯うして坐らされて脚がしびれてしまったが、御主人はまだ今だにお出ましがない。—関口存男『独作文教程』
上記の文では、arbeitenは「働く」、schreibenは「書く」、sitzenは「座っている」、という「意味」を持っているが、これらに共通するものとして本来の意味のほかにmachenの機能を発揮している。関口は、「云々した結果、或物が云々となる、と云ふ因果關係を含めた《或物をどうする斯うする》といふ構造」（関口はこのようものを「語局」と呼んでいる）においては、どの動詞であっても、machen型の「意味形態」をとりうる、と述べている。
関口は、こうした思想形態としての意味形態は、接続法の用法、冠詞の用法でも重要であり、特に、冠詞には意味はなく意味形態しかない、と主張している。また、『意味形態を中心とするドイツ語前置詞の研究』では、この意味形態の観点から、前置詞を考察している。
第3意味形態[構造]は、innere Sparache、意像、語像とも呼ばれるが、関口は「あまり重要視しない」と言い、「たかだか逐語訳の場合や、語句・文章の分解説明の時や、語源学などで問題となってくるにすぎない意味形態である」という。
Faust:
Ja, was man so erkennen heißt!
Wer darf das Kind beim rechten Namen nennen!

Faust：何かというと認識が、どうのこうと云うけれど、いわゆる本地の風光は、曰く一言不可説じゃ。—関口存男『冠詞 第一巻：定冠詞篇』
ここで、事柄を表すのに、人間か生物を想起させるようなdas Kind（普通は「子供」という意味）という比喩が用いられている理由を、関口は、nennen（普通は「呼ぶ」とか「名付ける」という意味）という動詞が持つ意味形態、つまり第3意味形態にあると説明する。
このように、関口の言う「意味形態」は、多様な考え方・概念を含むものであり、定義が厳密ではない、との批判もある。しかし、関口自身は、意味形態を「理論」ではなく「語感」と捉えていたようである。
実際、関口が自身の文法理論のエッセンスをすべてつぎ込んだとされる遺作『冠詞』は語感の分析であると述べている。関口がよく用いている「形容」としては、意味形態とは、ある言葉を用いる際に「不知不識の間に基礎に置く考え方」とか、意味の輪郭であり「色々な意味を盛るための器」であるといったものが挙げられる。
チュービンゲン大学教授であった江沢健之助は、関口文法をして、ある思考内容をその言語で構成し表現するための形式的手段を体系的に示す「総合文法」だと評価している。
関口が研究のために蒐集していた膨大な「文例集」（A4で24502頁）が残されているが、そのノートには、ドイツ語や日本語だけでなく、中高ドイツ語、古高ドイツ語、フランス語、英語、米語、ギリシャ語、ラテン語、スペイン語、オランダ語、イタリア語、ロシア語、ゴート語、サンスクリット語、エスペラント語、漢文読みの中国語の文例が、文学作品、大衆小説、新聞、雑誌から蒐集され、項目ごとにまとめられている。
チュービンゲン大学名誉教授であるコセリウが、1983年に来日した際に、関口のこの文例集に強い興味を示し、関口が国際的に評価されるきっかけとなった。
この「文例集」は、関口の長男により整理・保存され、そのコピーが、慶應義塾大学、浜松医科大学、大阪大学に保管されている。
関口存男の著作物のデジタル文献が慶應義塾大学三田キャンパス図書館に収蔵されており、孫で同じくドイツ語学者であった関口一郎の長女が知的財産管理および確認を行っている。

### 評価
日本のドイツ語学におけるドイツ語学者としての関口の評価は必ずしも高くないようである。業績を高く評価する意見はあっても、実用語学の見地からの評価である。
他方で、関口の死後も、関口の弟子筋や関係者らによって関口文法は受け継がれ、現在でも関口文法を研究する者がいる。1990年9月1日には関口の業績をテーマにした「関口シンポジウム」（主催：江沢健之助、佐藤清昭、諏訪功）が慶應義塾第大学で開かれ、65名（うち外国人研究者25名）が参加し、ドイツの言語学者コセリウらによって、関口文法を現代の文法理論、機械翻訳などとの関係でいかに評価するべきかをめぐる研究発表がなされた。1995年5月にベルリンで開催された「東西コロキウム」の成果がまとめられたEugenio Coseriu, Kennosuke Ezawa, Wilfried Kürschner(Hrsg. 1996) Sprachwissenschaftsgeschichte und Sprachforschung（言語学史と言語研究）において、関口文法は、フンボルト、ガーベレンツの言語研究に通じるものだと評価されており、1996年6月15日にはチュービンゲンで「第一回関口ワークショップ」が開かれている。2007年3月22日、23日には「関口文法と現代言語学」というテーマで浜松医科大学でシンポジウムが開催されている。さらに、2010年にワルシャワで開かれたドイツ語学文学国際学会（IVG）では関口文法に関する分科会が開催され、日独の研究者が参加した。2012年5月19日には、日本独文学会2012年度春季研究発表会のシンポジウム「関口文法の射程―主張『冠詞』のダイジェスト版をてがかりにして」が開かれている。2013年には、「包括的なドイツ文法書をまとめなかった」という関口の業績上の欠点を補う目的で、牧野紀之によって『関口ドイツ文法』が出版されている。佐藤清昭は、関口文法を学問的に評価し、これを紹介・解釈することをもって言語研究に寄与することを目的に、2021年から『ドイツ語「関口文法」へのいざない』を刊行している（全3巻の予定）。
特にコセリウは、1983年に来日して関口の「文例集」を調査した際に、「言語学者としての関口の資質を高く評価」し、また2002年3月28日に関口の生まれ故郷である姫路で行った講演において、「関口を未来において今までのように埋もれたままにしてしまったら、言語学は多くのものを失ってしまうことになる」 とメッセージを残している。
1994年には、江沢健之助によって、関口の著書『ドイツ語前置詞の研究』がドイツ語に翻訳され、2008年には同じく江沢らによって『独作文教程』がドイツ語訳され、それぞれドイツで出版されている。また、『接続法の詳細』の独訳の企画も進められているという。
鈴木一策は、関口の冠詞論から示唆を得て、日本の助詞にも意味形態しかない、と言っている。また、齋尾鴻一郎は、関口の「意味形態」と時枝誠記の「意味」に類似性を見出し、意味形態論の考察をしている。

## 教育者としての顔
関口はドイツ語の研究の傍ら、教育者としても精力的に活動を行っていた。
特に初学者向けの教育に力を入れており、初学者向けの教材をいくつか出版し（『初等ドイツ語講座』『やさしいドイツ語』『入門科学者のドイツ語』）、NHKのラジオでのドイツ語講座は最期まで続けていた。
弟子の中村英雄によれば、「関口にとって、白墨の粉にまみれ、冬でも禿頭に湯気をたてながら若い学生にとくに初級文法を講義することは活力の源泉であり、関口はそれを非常に大切にしていた」という。
また、『新独逸語文法教程』は、関口独自の体系で難しいドイツ語を解釈するための知識が詳細に書かれたものだが、昭和7年に出版されると「ドイツ語界にセンセーショナルを惹起」し、以後、半世紀ちかくにわたりドイツ語教科書のベストセラーとなった。実際、上述の菊池栄一や小塩節 もこのテキストを用いていた。
『初等ドイツ語講座』と『新ドイツ語大講座』の「基礎入門編」は孫の関口一郎によって改定され、現代でも書店で流通している。

## 演劇人としての顔
語学者、教育者としての顔のほかに、演劇活動も行っていた。
1917年2月17日、村田実や青山杉作らと新劇の劇団「踏路社」（1917年 - 1920年）を結成、同社の舞台を踏んでいる。
1919年に映画理論家の帰山教正が設立した「映画芸術協会」に村田や青山らとともに参加した。青山の初監督作『いくら強情でも』や帰山監督の『悲劇になる迄』にメインキャストとして出演し、松竹キネマの配給でそれぞれ、1920年12月24日、1921年5月13日に公開されている。いずれもサイレント映画である。同協会は従来の「女形」を排し、日本で初めて「女優」という概念を導入したことで知られている。
1930年に旗揚げした「劇団新東京」の東京劇場（同年3月オープン）での第一回公演（同年6月27日 - 30日上演）のために、カロン・ド・ボーマルシェの『フィガロの結婚』を関口が脚色し、青山が演出した。
曾孫の関口純は、楽劇座芸術監督。作曲家・演出家・演劇教育者。

## 著書・翻訳書
- 『冠詞- 意味形態的背景より見たるドイツ語冠詞の研究- 全3巻』 三修社 1960/61/62年[注 18]
- 『関口存男著作集 -ドイツ語学篇全13巻-』 三修社 1994年[注 19]
  - ドイツ語学篇1 ドイツ文法接続法の詳細
  - ドイツ語学篇2 独作文教程
  - ドイツ語学篇3 ドイツ語学講話
  - ドイツ語学篇4 意味形態を中心とするドイツ語前置詞の研究／和文独訳の実際
  - ドイツ語学篇5 独逸語大講座1・2
  - ドイツ語学篇6 独逸語大講座3・4
  - ドイツ語学篇7 独逸語大講座5・6
  - ドイツ語学篇8 新ドイツ語大講座[注 20]
  - ドイツ語学篇9 改訂標準 初等ドイツ語講座 [注 21]
  - ドイツ語学篇10 中級講話 趣味のドイツ語
  - ドイツ語学篇11 文法シリーズ7 ドイツ語冠詞／文法シリーズ14 ドイツ語副詞／和文独訳漫談集／ドイツ語会話常用句集
  - ドイツ語学篇12 文法シリーズ7 やさしいドイツ語／入門 科学者のドイツ語
  - ドイツ語学篇13 新ドイツ語文法教程[注 22]
- 『関口存男著作集 -別巻ドイツ語論集-』 三修社 1994年
- 『関口存男著作集 -翻訳・創作篇全10巻-』 三修社 1994年[注 23]
  - 翻訳・創作篇1 ファオスト抄（ゲーテ作）／海に潜る若者（シラー作）／マルティン・ハイデッゲルと新時代の局面
  - 翻訳・創作篇2 阿呆物語・上（グリンメルスハオゼン作）
  - 翻訳・創作篇3 阿呆物語・中（グリンメルスハオゼン作）
  - 翻訳・創作篇4 阿呆物語・下（グリンメルスハオゼン作）
  - 翻訳・創作篇5 ミンナ・フォン・バルンヘルム（レッシング作）／エミリア・ガロッティ（レッシング作）／抒情挿曲（ハイネ作）
  - 翻訳・創作篇6 鐵手のゲッツ（ゲーテ作）／エグモント（ゲーテ作）／トルクワト・タッソー（ゲーテ作）
  - 翻訳・創作篇7年代記録―私の爾余の告白と追補としての日記年記―（ゲーテ作）
  - 翻訳・創作篇8 盗賊（シラー作）／ヴァレンシュタイン（シラー作）／ヴィルヘルム・テル（シラー作）
  - 翻訳・創作篇9 ニーベルンゲン（ヘッベル作）
  - 翻訳・創作篇10 素人演劇の実際（関口存男作）／ラ・フォンテーヌの寓話／首相の親友（関口存男作）
- 『セレクション関口存男 和文独訳漫談集』 三修社 2019年
- 『セレクション関口存男 ニイチエと語る』 三修社 2019年
- 『人間嫌ひ』（モリエール） 岩波文庫 1928年

## フィルモグラフィ
出演
- いくら強情でも - 1920年 監督・脚本・出演青山杉作、撮影酒井健三、撮影助手友成達雄、出演吾妻光、近藤伊与吉、押山保明
- 悲劇になる迄 - 1921年 監督・脚本帰山教正、原作近藤伊与吉、撮影船津晴雄、出演青山杉作、吾妻光、近藤伊与吉

## 関連文献
- 荒木茂雄、真鍋良一、藤田栄『関口存男の生涯と業績』（POD版）三修社、2006年。doi:10.11501/2983162。ISBN 978-4384720136。 NCID BA79405509。全国書誌番号:67010442。
- 田中美知太郎『時代と私』文芸春秋、1984年。doi:10.11501/12231012。ISBN 978-4163388809。全国書誌番号:84040659。
- 池内紀 『ことばの哲学 - 関口存男のこと』 青土社 2010年 ISBN 978-4791765744
- 牧野紀之 （編著）『関口ドイツ文法』未知谷 2013年 ISBN 978-4-89642-404-1
- 細谷行輝・山下仁・内堀大地（責任編集）『冠詞の思想 関口存男著「冠詞」と意味形態論への招待』三修社 2016年 ISBN 978-4384058390
- 佐藤清昭 （編・解説）『ドイツ語「関口文法」へのいざない 第1巻 関口存男の言葉』三修社 2021年 ISBN 978-4-384-05986-1
- Tsugio Sekiguchi, Deutsche Präpositionen. Studien zu ihrer Bedeutungsform(herausgegeben von Kennosuke Ezawa, Wilfried Kürschner und Isao Suwa), 1994 ISBN 978-3484107144
- Tsugio Sekiguchi:Synthetische Grammatik des Deutschen, ausgehend vom Japanischen(Übersetzt von Kennosuke Ezawa), 2008 ISBN 978-3891299630
- Kennosuke Ezawa, Kiyoaki Sato, Harald Weydt(Hg.), Sekiguchi-Grammatik und die Linguistik von heute, 2009 ISBN 978-3860571880
- Lexicon Grammaticorum:A bio-bibliographical companion to the history of linguistics(Ed. by Stammerjohann, Harro), Vol.Ⅱ, 2009 ISBN 9783484730687